# الکساندرا استوارت
الکساندرا استوارت (انگلیسی: Alexandra Stewart؛ زادهٔ ۱۰ ژوئن ۱۹۳۹) یک هنرپیشه اهل کانادا است.
از فیلم‌هایی که وی در آن نقش داشته است، می‌توان به دیوانه‌وار، آتش سرکش، چهره پنهان، یکی و دیگری، میکی وان و تودهنی اشاره کرد.